# دوج سری ۵۰

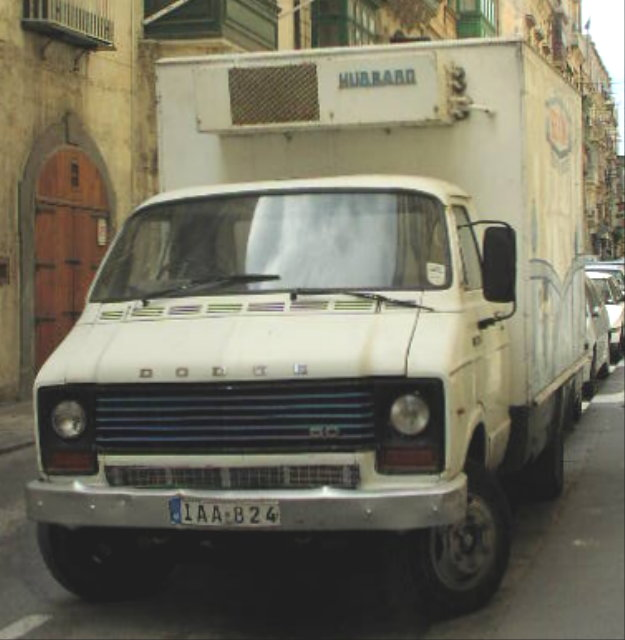
نمای جلوی دوج سری ۵۰

دوج سری ۵۰ (انگلیسی: Dodge 50 Series) که بعداً به رنو سری۵۰ معروف شد ، خودروهای سبک تجاری بودند که توسط شرکت کرایسلر اروپا و بعدا توسط رنو تراکس در سالهای ۱۹۷۹ تا ۱۹۹۳ در انگلیس تولید شدند.